# 建内記
『建内記』（けんないき）は、室町時代の公卿万里小路時房の日記。「けんだいき」とも読まれる。書名は時房の法号である「建聖院」と、時房の極官である内大臣に由来する。後世の人が時房の日記を『建聖院内府記』と呼び、この呼称が略されて『建内記』の呼称が定着した。『建相記』『時房公記』とも呼ばれる。『満済准后日記』『薩戒記』『看聞日記』と並び、室町時代中期の日記を代表する作品である。

## 概要
記述は応永21年（1414年）から康正元年（1455年）まで及ぶが、現存する記述は断片的である。現存部分は永享元年（1429年）と永享13年（1441年）、嘉吉年間、文安年間に集中している。ほとんどが時房に届いた書状や自らの書状の書き損じの裏面に書かれたものである。
筆者の時房は南都伝奏、勧修寺氏長者などを担当した関係で幕府とも密接な関係にあり、伝奏、氏長者としての仕事や、幕府、公武関係の動向に関する記述が豊富である。将軍足利義教が横死した嘉吉の乱、嘉吉の徳政一揆の経緯についても詳らかに記述する。また万里小路家が保有する荘園が年貢滞納のために武士、商人、僧侶らに代官請に移行しなければならなくなった経緯など、社会経済に関する記述が多い。これは公家の日記の中でも特色とされ、室町中期の社会経済史研究に有益な情報を提供する。
時房の死後、日記は実子の冬房、甘露寺家から養子に入った春房、さらに勧修寺家から養子に入った賢房の手に渡り、賢房の実父である勧修寺教秀の所有するところとなっていた。中御門宣胤の延徳元年（1489年）の日記から、この時教秀が『建内記』を所有していたことが確認される。
その後、どのようにして伝来したのかは不明。伝来する過程で散逸、欠落もあった。最終的には伏見宮、菊亭家の手に渡ったらしい。自筆の原本は、宮内庁書陵部に伏見宮本三十七巻、京都大学図書館に菊亭家本十三巻、京都大学文学部に三巻、日野角坊文庫に三巻が現存する。